# آروهد جانکشن (کالیفرنیا)
آروهد جانکشن (به انگلیسی: Arrowhead Junction) یک منطقهٔ مسکونی در ایالات متحده آمریکا است که در کالیفرنیا واقع شده‌است. آروهد جانکشن ۵۰۴ متر بالاتر از سطح دریا قرار دارد.